# Philippe Vieux
Philippe Vieux est un acteur français, né en 1966 à Lyon.

## Biographie
Philippe Vieux est un comédien, formé à l'École nationale supérieure des arts et techniques du théâtre (ENSATT) de 1989 à 1991. Il débute dans la carrière théâtrale sous la direction de Robert Cantarella, Laurent Laffargue, Jean-Michel Ribes, Marcial Di Fonzo Bo, etc. En 2010, il rejoint la distribution de Spamalot, spectacle mis en scène par Pierre-François Martin-Laval. Pour Nicolas Briançon, il joue dans Irma la Douce, puis, pour Francis Veber, dans Un animal de compagnie. En 2019, il est sur scène dans l'adaptation théâtrale de Palace, sous la direction de Jean-Michel Ribes. Parallèlement à cette carrière théâtrale, il interprète régulièrement des seconds rôles au cinéma et à la télévision pour Guillaume Canet, Olivier Baroux, Michel Hazanavicius, Patrice Leconte, Valérie Lemercier, Coline Serreau, Bertrand Tavernier, Jean-Pierre Mocky, etc.
À la télévision, il obtient un rôle récurrent dans la série et le téléfilm Peplum où  il tient l'un des rôles principaux aux côtés de Jonathan Lambert, Pascal Demolon, puis Éric Elmosnino.

## Filmographie

### Cinéma

#### Longs métrages
- 1996 : Un samedi sur la Terre de Diane Bertrand : le journaliste
- 1996 : Julie est amoureuse de Vincent Dietschy : Joël
- 1996 : Francorusse d'Alexis Miansarow : ?
- 1997 : Serial Lover de James Huth : Giuseppe
- 1997 : Une chance sur deux de Patrice Leconte : le vigile du casino
- 1997 : Le Monde à l'envers de Rolando Colla : Gilles
- 1998 : C'est pas ma faute ! de Jacques Monnet : Monsieur Miniac
- 1998 : La Fausse Suivante de Benoît Jacquot : Frontin
- 2000 : Le Placard de Francis Veber : le policier
- 2001 : 18 Ans après de Coline Serreau : Jean-René
- 2001 : Quand tu descendras du ciel d'Éric Guirado
- 2003 : Le Pharmacien de garde de Jean Veber : Xavier Masséna
- 2003 : Holy Lola de Bertrand Tavernier : Jérôme
- 2004 : Ma vie en l'air de Rémi Bezançon : le copilote
- 2008 : Envoyés très spéciaux de Frédéric Auburtin : le général Bordier
- 2009 : L'Autre Dumas de Safy Nebbou : Maître Lacan
- 2010 : L'amour, c'est mieux à deux de Dominique Farrugia et Arnaud Lemort : le client du restaurant
- 2011 : Low Cost de Maurice Barthélémy : Franck
- 2011 : Mike de Lars Blumers : Pierre
- 2013 : Pop Redemption de Martin Le Gall : l'animateur de la fête de la Fraise
- 2014 : Brèves de comptoir de Jean-Michel Ribes : l'employé pompes funèbres
- 2015 : Paris-Willouby de Quentin Reynaud, Arthur Delaire : le voisin
- 2015 : Monsieur Cauchemar de Jean-Pierre Mocky : Dieubatu
- 2016 : Ils sont partout d'Yvan Attal : l'homme en soutane
- 2016 : Rouges étaient les lilas de Jean-Pierre Mocky : le gérant du club de tir
- 2017 : Telle mère, telle fille de Noémie Saglio : Michel
- 2017 : Rupture pour tous d'Éric Capitaine : Jérôme
- 2017 : Grand Froid de Gérard Pautonnier : Lorenzo
- 2017 : Marie-Francine de Valérie Lemercier : Aymeric
- 2017 : L'Un dans l'autre de Bruno Chiche : Philippe
- 2017 : Votez pour moi de Jean-Pierre Mocky : l'homme en noir
- 2018 : Tout le monde debout de Franck Dubosc : le sourd
- 2018 : Les Tuche 3 d'Olivier Baroux : Jacky Clic-Clac
- 2018 : Voyez comme on danse de Michel Blanc : le galeriste
- 2019 : Nous finirons ensemble de Guillaume Canet : l'agent immobilier
- 2020 : Le Prince oublié de Michel Hazanavicius : Wallace
- 2022 : Menteur d'Olivier Baroux : Paul
- 2023 : Des mains en or d'Isabelle Mergault : Michel
- 2023 : Cocorico de Julien Hervé : l'adjudant de gendarmerie Pitou
- 2025 : Natacha (presque) hôtesse de l'air de Noémie Saglio : Roger Malo, le père de Natacha
- 2025 : Vacances forcées de François Prévôt-Leygonie et Stéphan Archinard : Bertaud

#### Courts métrages
- 2000 : Grand oral de Yann Moix
- 2000 : Born To Kast de Xavier Gens
- 2004 : Debout les frileux de la terre de Christophe Le Borgne
- 2013 : Sex Tape de Vincent Harter
- 2015 : Fanette de Sébastien Chamaillard
- 2018 : Petit papa noël de Sébastien Chamaillard et lui-même
- 2019 : La pose de Célia Pilastre et Crystal Shepherd-Cross

### Télévision

#### Téléfilms
- 1999 : Équipe médicale d’urgence d'Étienne Dhaene
- 2000 : La Dette de Fabrice Cazeneuve : l'agent
- 2001 : Le Champ Dolent, le roman de la Terre d'Hervé Baslé : le démonstrateur
- 2001 : Duval de Daniel Losset
- 2003 : Jacotte de Charli Béléteau
- 2003 : L'Affaire Dominici de Pierre Boutron : le gardien prison Digne
- 2003 : Ambre a disparu de Denys Granier-Deferre : Marvier
- 2003 : Marilyn et ses enfants de Charli Beléteau : Parisy
- 2004 : Qui mange quand ? de Jean-Paul Lilienfeld : le moniteur de saut à l'élastique
- 2004 : À trois c'est mieux de Laurence Katrian : le gendarme
- 2004 : Mer belle à agitée de Pascal Chaumeil : Georges
- 2004 : 93, rue Lauriston de Denys Granier-Deferre : Paul Hervieu
- 2005 : Le Doux Pays de mon enfance de Jacques Renard : le policier
- 2005 : Beau masque de Peter Kassovitz : Mignot
- 2005 : Fête de famille de Lorenzo Gabriele : Patrick Baudouin
- 2005 : S.A.C., des hommes dans l'ombre de Thomas Vincent : Lionel Leduc
- 2007 : Le Petit Fût de Claude Chabrol : le gendarme
- 2008 : De sang et d'encre de Charlotte Brändström : le capitaine de gendarmerie
- 2010 : Le Gendre idéal 2 d'Arnaud Sélignac : le maire
- 2012 : Assassinée de Thierry Binisti : Daniel
- 2012 : Les Voies impénétrables de Noémie Saglio et Maxime Govare
- 2012 : La Méthode Claire de Vincent Monnet : l'huissier Cérac
- 2015 : Arletty, une passion coupable d'Arnaud Sélignac : le médecin
- 2015 : Pierre Brossolette ou les passagers de la lune de Coline Serreau : Charles Vallin
- 2017 : Mystère place Vendôme de Renaud Bertrand : Pietro Branchini
- 2018 : Tu vivras ma fille de Gabriel Aghion : Monsieur Vitré
- 2021 : Service volé de Jérôme Foulon : le médecin

#### Séries télévisées
- 2001 : Les Duettistes, épisode Le môme de Denys Granier-Deferre : Antoine
- 2002 : PJ, épisode Police en danger de Gérard Vergez : Jean-François Rocher
- 2003 : Femmes de loi, épisode Tableau de chasse de Benoît d'Aubert : Max
- 2004 : L'Instit, épisode Ma petite star : M. Jeff
- 2005 : EastEnders de Clive Arnold : Barman
- 2005 : Engrenages de Philippe Tribois : le médecin légiste (deux épisodes)
- 2006 : Julie Lescaut, épisode Dangereuses rencontres : Saunier
- 2006-2007 : Samantha, oups ! de Gérard Potonier : Gontrand
- 2007 : Sauveur Giordano, épisode Descente aux enfers : Gérard
- 2007 : Avocats et Associés, épisode Guacamole de Bruno Garcia : le juge Cassard
- 2008 : Joséphine, ange gardien, épisode Au feu la famille : Docteur Ponti
- 2008 : PJ, épisode Monstres de Claire de la Rochefoucauld : Docteur Jousse
- 2009 : Caméra Café 2 de Bruno Solo et Arthus de Penguern : Loïc Muller
- 2009 : Les Bougon, épisode Mains propres, argent sale de Michel Hassan : ?
- 2011 : Boulevard du Palais, épisode  Fou à délier : le psy Rovère
- 2011 : Platane d'Éric Judor : Andy, le traducteur
- 2011-2014 : Q.I. (OCS) d'Olivier de Plas : le professeur Cohen
- 2012 : Scènes de ménages (guest) de Karim Adda
- 2015 : Peplum (mini-série) de Philippe Lefebvre : Ursus
- 2016 : Fais pas ci, fais pas ça, épisode Une souris et des hommes de Philippe Lefevre : Maurice le routier
- 2016 : Commissariat central (guest) de Fabien Rault
- 2017 : Holly Weed (OCS) de Laurent de Vismes : Jeannot
- 2017 : Le juge est une femme, épisode Les Liens du sang : Philippe Chemin
- 2018 : Sam (saison 2) de Gabriel Aghion : le père de Roméo
- 2018 : Section de recherches, épisode Mauvaise rencontre : Philippe Varlaud
- 2018 : Nu (OCS) d'Olivier Fox : Charles Legrand
- 2018 : Peplum : La Folle histoire du mariage de Cléopâtre de Maurice Barthélemy : Ursus
- 2018 : Les Chamois de Philippe Lefebvre : Gégé
- 2019 : Munch, épisode Rien que la vérité de Thierry Binisti : l'avocat général
- 2020 : En famille, prime Au bout de leurs rêves de Maxime Potherat : Docteur Cantalupo
- 2023 : Pamela Rose, la série de Ludovic Colbeau-Justin : Barnabé
- 2023 : Les Petits Meurtres d'Agatha Christie, épisode Mortel Karma de Christophe Douchand : Lama Bhouti

## Doublage
- 2023 : Le Manoir hanté : Vic (Dan Levy)
- 2025 : The Studio (épisode 2)

## Théâtre
- 1990 : Tartuffe de Molière, mise en scène X. Lelève
- 1991 : Nuit de noces de L. Petrouchevskaia, mise en scène E. Lewinson
- 1992 : Le Mot de Victor Hugo, mise en scène X. Marchesci
- 1993 : Quartett de B. Schaeffer, mise en scène U. Mykos
- 1994 : Sept Lear de Howard Barker, mise en scène C. Hunault
- 1995 : 96 Naissances (Fichet, Renaude…) mise en scène A. Lucas, Cantarella, Jacopin
- 1997 : Hamlet de William Shakespeare, mise en scène Robert Cantarella, Théâtre de Gennevilliers
- 1998 : Samedi dimanche lundi de Eduardo De Filippo, mise en scène Robert Cantarella, Théâtre du Gymnase
- 1998 : Comme des malades de Hervé Prudon, mise en scène Jacques Bonnaffé, tournée
- 1999 : Anne-Laure et les fantômes de Philippe Minyana, mise en scène Robert Cantarella, Théâtre Gérard-Philipe
- 1999 - 2000 : Brèves de comptoir de Jean-Marie Gourio, mise en scène Jean-Michel Ribes, Théâtre Fontaine
- 2001 : Pièces de Philippe Minyana, mise en scène Robert Cantarella, Théâtre Dijon-Bourgogne
- 2002 : Le Mariage, l'affaire, la mort d'Aleksandre Soukhovo-Kobyline), mise en scène Robert Cantarella, Théâtre Dijon-Bourgogne
- 2002 : Les Travaux et les Jours de Michel Vinaver, mise en scène Robert Cantarella, Théâtre Dijon-Bourgogne, tournée
- 2003 : Dynamo de Eugene O'Neill, mise en scène Robert Cantarella, Théâtre national de la Colline, Théâtre Dijon-Bourgogne
- 2004 : Paradise de Daniel Keene, mise en scène Laurent Laffargue, tournée
- 2005 : Du mariage au divorce de Georges Feydeau, mise en scène Laurent Laffargue, Théâtre de l'Ouest parisien, tournée
- 2006 : Ça va de Philippe Minyana, mise en scène Robert Cantarella, Théâtre Dijon-Bourgogne
- 2007 : Vers les cieux de Ödön von Horváth, mise en scène Julien Téphany, Théâtre de la Tempête
- 2008 : Le Bonheur des uns de S. Terkel, mise en scène P. Delaigue, Théâtre 71 Scène nationale Malakoff
- 2009 : La Grande Magie de Eduardo De Filippo, mise en scène Laurent Laffargue, Théâtre de l'Ouest parisien, tournée
- 2009 : La Parisienne de Henry Becque, mise en scène Frédéric Maragnani, Théâtre de l'Ouest parisien, tournée
- 2010 : Spamalot de Eric Idle, mise en scène Pierre-François Martin-Laval, Théâtre Comédia
- 2011 : La Méthode Grönholm de Jordi Galceran, mise en scène Thierry Lavat, Théâtre Tristan-Bernard
- 2011 : Tout doit disparaître d'Eric Pessan, mise en scène Frédéric Maragnani, Festival d'Avignon
- 2011 : Barouf de Goldoni, mise en scène Frédéric Maragnani, tournée
- 2012 : Lucide, de Rafael Spregelburd, mise en scène Marcial Di Fonzo Bo, Théâtre Marigny
- 2012 : La vie est un rêve de Pedro Calderón de la Barca, mise en scène Jacques Vincey, tournée
- 2013 : La vie est un rêve de Pedro Calderón de la Barca, mise en scène Jacques Vincey, Théâtre 71 Scène nationale Malakoff
- 2013 : Cul-sec de et mise en scène Thomas Le Douarec, Festival d'Avignon
- 2014 : Spamalot de Eric Idle, mise en scène Pierre-François Martin-Laval, Bobino
- 2015 : Irma la Douce d'Alexandre Breffort, mise en scène Nicolas Briançon, Théâtre de la Porte-Saint-Martin
- 2016 : Les Papotins ou la tâche de Mariotte de et mise en scène Éric Petitjean, Maison des Métallos
- 2016 : Cuisine diplomatique de Berty Cadilhac, mise en scène Christine Renard, Festival Off d'Avignon
- 2017 : Un animal de compagnie de et mise en scène Francis Veber, théâtre des Nouveautés, tournée en 2018
- 2018 : Les Faux British de Henry Lewis (en), Henry Shields, Jonathan Sayer, mise en scène Gwen Aduh, théâtre Saint-Georges
- 2019 : L'Homme de rien de Marion Aubert, mise en scène Éric Petitjean, tournée
- 2019 : Palace de Jean-Michel Ribes et Jean-Marie Gourio, mise en scène Jean-Michel Ribes, théâtre de Paris
- 2020 : Elle & Lui d'Isabelle Mergault, mise en scène Christophe Duthuron, théâtre des Nouveautés
- 2021 : Brèves de comptoir, tournée générale ! de Jean-Marie Gourio, mise en scène Jean-Michel Ribes, théâtre de l'Atelier
- 2022/2024 : Les Pigeons de Michel Leeb, mise en scène Jean-Louis Benoît, théâtre Édouard VII puis théâtre des Nouveautés en 2023 et tournée 2024  : Samuel, le metteur en scène

## Œuvres radiophoniques
- 2024 : La Chute de Lapinville, de Benjamin Abitan, Wladimir Anselme et Laura Fredducci (Arte Radio)[2] : Christian